# Železnô

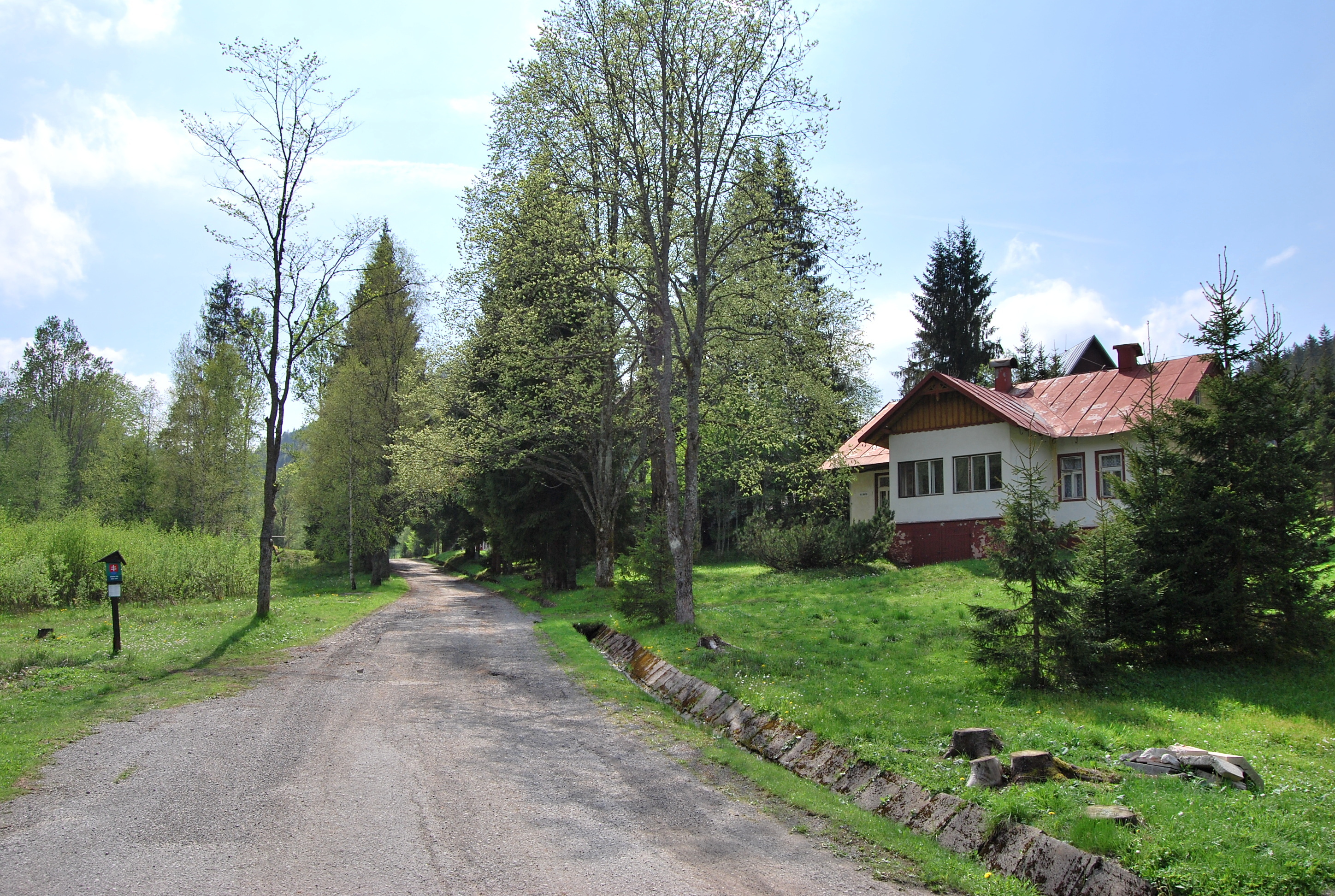
Železnô

Železnô (auch Železné genannt) ist eine Siedlung, ein kleiner Kurort und Ortsteil der mittelslowakischen Gemeinde Partizánska Ľupča im Okres Liptovský Mikuláš.

## Geographie
Sie befindet sich im südlichen Teil des Tals Ľupčianska dolina am Bach Veľké Železné nördlich des Hauptkamms der Niederen Tatra. In den Ort führt ein kurzer Abzweig der Straße 3. Ordnung 2224, mit Verbindungen in den Hauptort Partizánska Ľupča (15 Kilometer von Železnô entfernt) oder über den 1100 m n.m. hohen Sattel Prievalec südlich von Železnô nach Liptovská Lúžna und Liptovská Osada.

## Beschreibung und Geschichte
In Železnô befinden sich vier säuerhaltige Mineralquellen, der Zusammensetzung nach ähnlich dem Wasser von Bad Pyrmont. Seit 1869 bestand der moderne Kurortbetrieb, 1870 wurde ein Kurgebäude errichtet. Hier wurden vor allem Angehörige der minderbemittelten Gesellschaftsschichten behandelt. 1920 wurde eine Kinderheilanstalt gegründet, die auch in den nächsten Jahrzehnten der Hauptnutzer des Bad blieb. Für den Aufbau und Betrieb machte sich insbesondere der slowakische Schriftsteller und Arzt Ivan Stodola verdient.
Zum 31. Dezember 2017 wurde die Kinderheilanstalt per Entscheidung des slowakischen Gesundheitsministeriums geschlossen. Seit dem 1. Januar 2018 gehört der Kurort dem Universitätskrankenhaus mit Poliklinik F. D. Roosevelt in Banská Bystrica, das hier einen Ferienort in mehreren Herbergen sowohl im Sommer als auch im Winter betreibt.